# Hoplopleura diaphora
Hoplopleura diaphora är en insektsart som beskrevs av Johnson 1964. Hoplopleura diaphora ingår i släktet Hoplopleura och familjen gnagarlöss. Inga underarter finns listade i Catalogue of Life.